# Lira bizantina

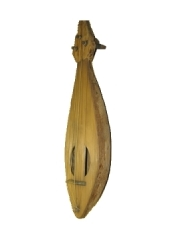
Lira trobada en unes excavacions a Nóvgorod i datada ca. 1190 dC.

La lira bizantina (llatí: lira, en grec λύρα) fou un instrument medieval de corda fregada amb un arquet i que és considerat com un dels principals antecessors de la majoria d'instruments europeus de corda fregada inclòs el violí. Morfològicament,  Hornbostel i Sachs el classifiquen dins del grup de les lires en forma de bol fregades amb un arc, i que corresponen al grup 321.21-71.
En la seva morfologia més popular, tenia forma de pera, estava dotat d'entre 3 i 5 cordes i es tocava pitjant-les des del costat amb les ungles de la mà esquerra. Es conserven restes de dos exemplars d'aquest instrument trobats en excavacions fetes a Nóvgorod (que havia estat una de les places destacades en la important ruta comercial entre el Bàltic i l'Imperi Romà d'Orient; una d'elles està datada ca. 1190 dC i és la que està reproduïda a la imatge que encapçala aquesta article. D'altra banda, la primera representació iconogràfica d'aquest instrument que es conserva avui en dia és la que apareix en un cofre romà d'Orient de vori datat entre 900 i 1100 dC, conservat al Palazzo del Podestà, a Florència (Museo Nazionale, Florence, Coll. Carrand, No.26). Versions popularitzades i diversificades d'aquest instrument es conserven en el folklore de Macedònia, Albània, Montenegro, Sèrbia, Bulgària (vegeu Gadulka), a la costa Dàlmata de Croàcia (vegeu Lijerica), a la regió italiana de la Calàbria (vegeu lira calabresa), a Turquia (vegeu kemençé) i especialment a l'illa grega de Creta (vegeu lira de Creta) on té un paper central en la música tradicional de l'illa.
Alguns consideren que aquest instrument forma part del gran grup d'instruments de corda fregada denominats rebecs.

## Història

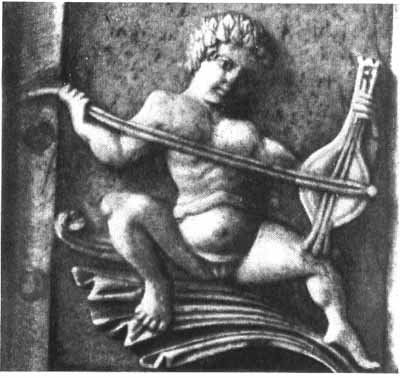
La representació més antiga coneguda d'una lira bizantina, sobre un cofre romà d'Orient de vori (900 - 1100 dC) conservat al Museo Nazionale de Florència

La primera referència que se'n té és deguda al geògraf persa Ibn Khordadbeh (mort el 911 dC). En la seva discussió lexicogràfica dels instruments musicals citava la lyra (lūrā) com un dels instruments típics de l'Imperi Romà d'Orient, juntament amb l'urghun (orgue) el shilyani (probablement un tipus d'arpa o de lira) i el the salandj (probablement una cornamusa).
L'instrument es va difondre àmpliament a través de les rutes comercials que unien els tres continents. De totes maneres, el fet que molts autors dels segles xi i xii usessin els termes lira i altres vinculats al grup viola – fídula de manera absolutament intercanviable per referir-se a qualsevol instrument de corda fregada amb un arc no facilita la tasca d'aïllar i concretar l'abast que va tenir aquest instrument. En el mateix període, el rabāb, el principal instrument de corda fregada del món àrab era introduït a l'Europa Occidental, probablement a través de la península Ibèrica, i va tenir una expansió enorme donant lloc a instruments com el rebec medieval la talharpa escandinava i islandesa, i –fins i tot- al crwth celta (o, si més no, va influir en la seva evolució). L'expansió d'ambdós instruments en un mateix continent (el rabāb des de l'oest i la lira des de l'est) devia tenir moments i zones de solapament.

## Terminologia
Des d'un punt de vista organològic, pertany a la família dels llaüts de bol, és a dir amb el fons corbat, en forma de recipient o de receptacle, a diferència, per exemple, de la fídula que tenia el fons pla. Des del punt de vista terminològic presenta un problema, atès que el seu nom coincideix –o gairebé- amb el que tenia un instrument de corda polsada d'una família totalment diferent molt popular a l'antiga Grècia. Tal vegada caldria pensar en la pervivència del nom aplicat a un instrument que –si més no- compartia amb l'antic el fet de ser cordòfon.

## Característiques
La lira bizantina tenia un claviller pla, just en el mateix pla que el coll de l'instrument, a semblança de la fídula i a diferència del rebec i del Rabâb que els tenien formant un angle recte amb el coll de l'instrument, ja fos en forma de falç o recte. En aquest claviller, de forma més o menys circular o de pera, les clavilles s'inserien des de la part posterior de l'instrument i sortien per la part frontal.
Una altra característica distintiva de l'instrument és que la pressió dels dits sobre les cordes no es feia des de sobre i amb el capciró del dit com en el violí i en la majoria dels instruments cordòfons actuals sinó lateralment i amb la part superior de les ungles
La lira representada en el cofre de vori reproduir més amunt representa un instrument de dues cordes, en forma de pera, i coll llarg i estret. La tapa harmònica hi és representada sense forats de ressonància i amb una peça afegida, però això bé podria ser deguda a un cert grau d'abstracció estilística. Morfològicament, les lires de Nóvgorod són molt més semblants als instruments que avui en dia es toquen en diferents zones de l'antic Imperi Romà d'Orient i que deriven d'aquella lira: tenen uns 40 cms. de llargada, amb forats de ressonància circulars, i tres cordes. La corda central feia funcions de bordó mentre les altres servien per a la melodia, i no tenia batedor atès que la pressió es feia de forma lateral sobre les cordes. Tal com es continua fent en alguns instruments semblants que continuen en és a Àsia, però també en la lira de Creta.

## Ús actual

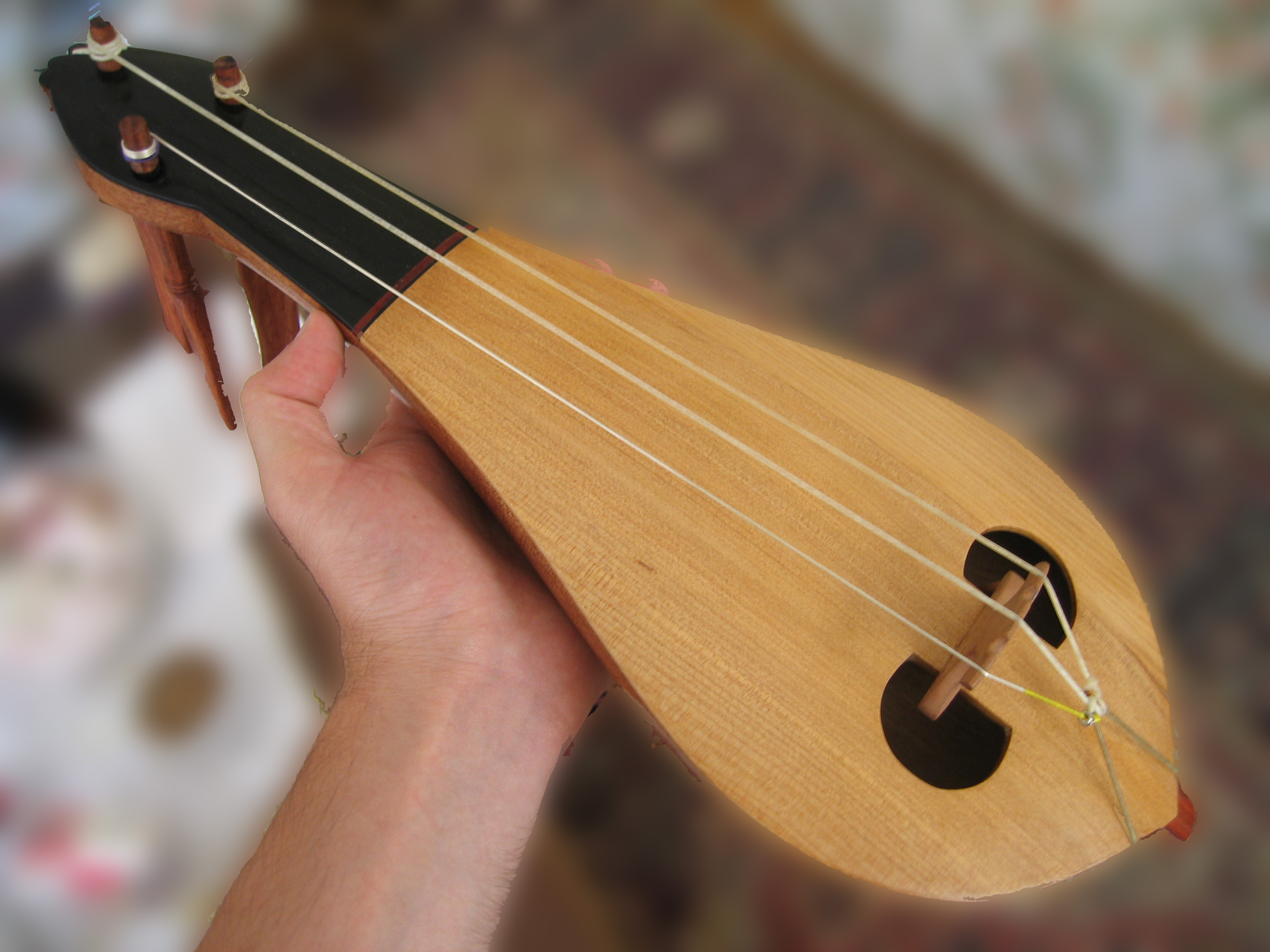
Kemençe clàssica (armudî kemençe).
Vista lateral.

La semblança entre els espècimens de lira bizantina trobats a Novgorod i els diferents tipus d'instruments d'ella derivats que continuen en ús a Croàcia, Bulgària, Creta, Turquia o Calàbria permeten dir que la lira avui en dia sobreviu en moltes regions post-romanes d'Orient, en moltes zones en la història de les quals l'època romana d'Orient, la pertinença de les quals a l'Imperi Romà d'Orient forma part important del seu llegat històric.
De manera semblant al que succeeix amb els instruments trobats a Novgorod, la lira de Creta, la calabresa, les des Kàrpathos o Tràcia, així com el gadulka són tallats en un sols bloc de fusta, esculpits i buidats donant-los forma de pera amb la part superior plana sobre la qual s'encola la tapa harmònica lleugerament corbada, amb dos forats de ressonància en forma de D. De tots ells, segurament la lira de Creta és el més estès i practicat, tot i que també el més influït per altres instruments especialment per violí del qual ha adoptat el claviller en forma de voluta, el batedor i altres elements morfològics secundaris.
Les variants modernes de la lira bizantina empren diverses afinacions: la-re-sol (per quintes en el cas de la lira de Creta; la mateixa afinació però amb el sol a l'octava inferior (sol a la quarta inferior del re) a Tràcia, Kàrpathos i el Dodecanès; la-la (a l'octava superior) – mi a Drama (localitat del nord de Grècia); mi-sol-mi en el cas del gadulka; la-re-la en el cas del kemençé clàssic turc.

## Galeria

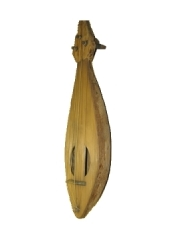
Fig.1: Lyra de Nóvgorod (1190 dC)
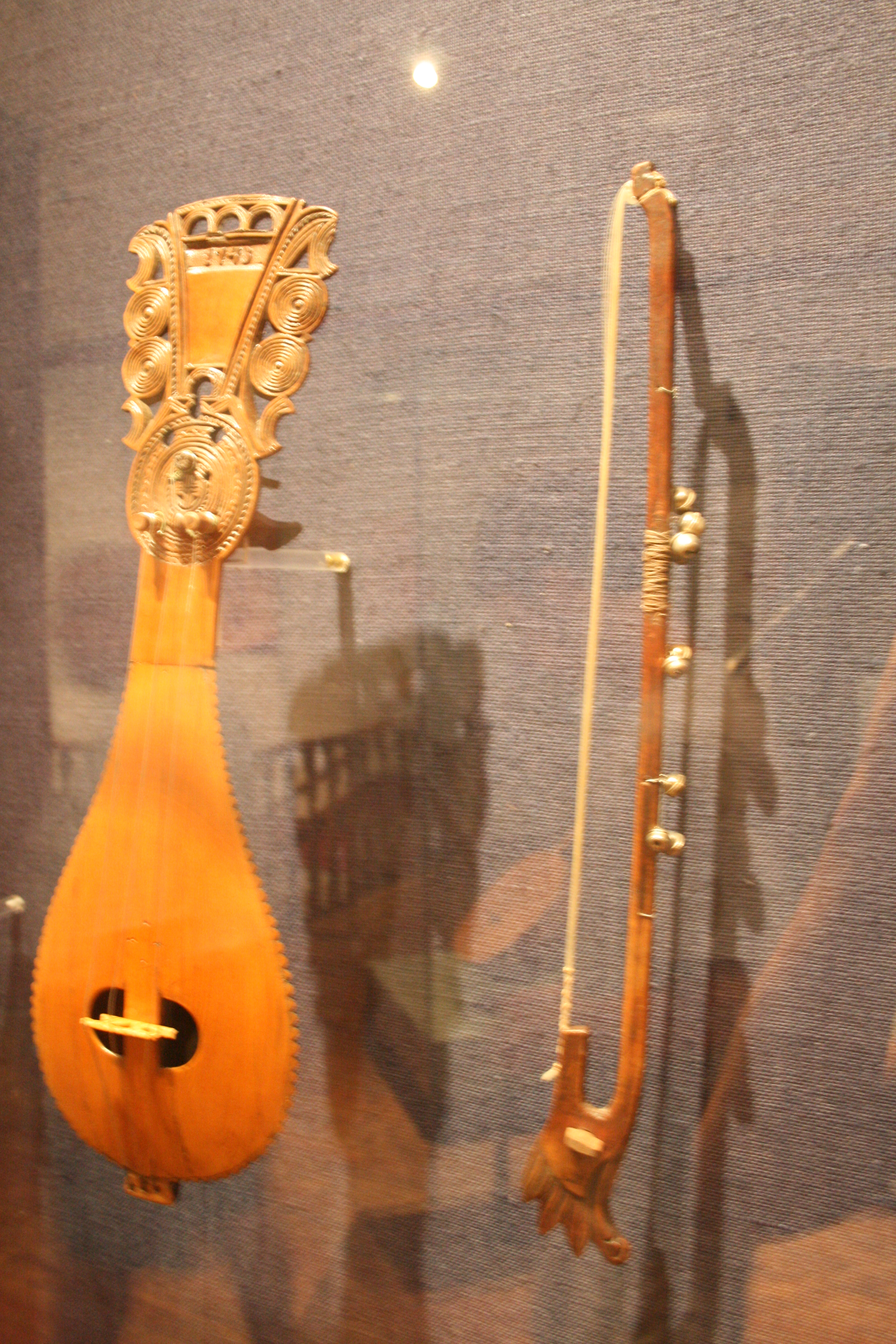
Fig.3: Lira cretenca (en ús)
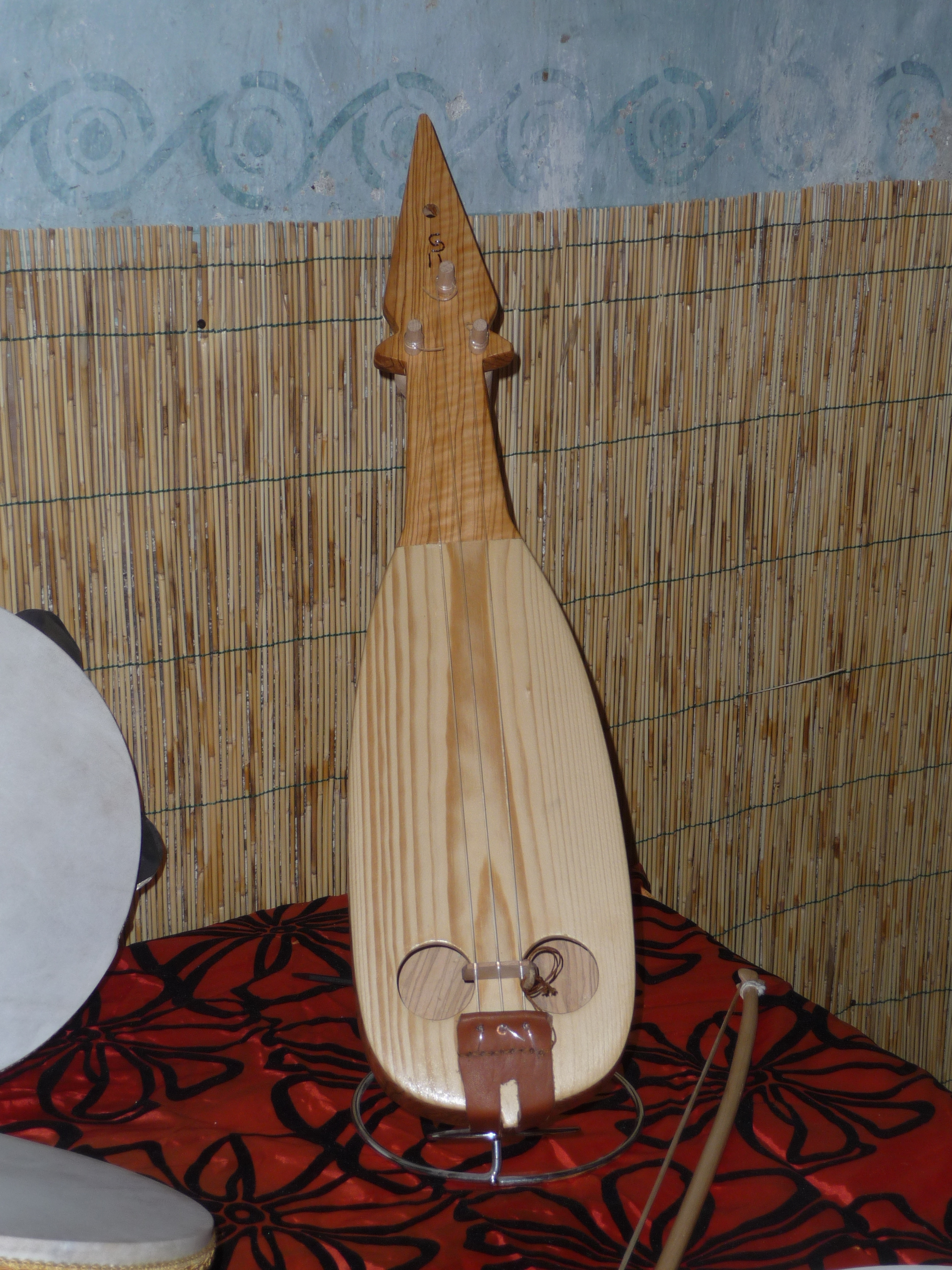
Fig.4:Lira Calabrese(en ús)
Fig.5: Lijerica dálmata (en ús)